# 派德市隊
派德市队是愛沙尼亞派德市的足球俱樂部。球隊參加愛沙尼亞足球甲級聯賽的賽事。主场为派德市体育场。
该俱乐部成立于2004年。球队自2009年起参加愛沙尼亞足球甲級聯賽，并从未降级过。

## 历史
派德市队是在2004年作为弗洛拉足球俱乐部的一个下属俱乐部而成立的。最初球队是在爱沙尼亚第六级的联赛中参赛，之后每年晋级。2009年时参加最高级的甲级联赛，并获得第九名的成绩，但在附加赛时赢得对手从而没有降级。

## 外部連結
- 官方网站 （文）